# Grace Chiang
Grace Chiang (geb. Grácia Veronika Herzog; * 15. Juli 1906 auf einem Schiff, das Japan ansteuerte; † 7. Juni 2012 in Ohio, USA) war eine in Deutschland aktive ungarische Filmschauspielerin fernöstlicher Herkunft.

## Leben und Wirken
Über Grace Chiangs Vita ist nur wenig bekannt. Sie wurde während einer Schiffsüberfahrt nach Japan geboren und wuchs im westungarischen (ab 1921 burgenländischen) Kurort Bad Sauerbrunn bei ihrem ungarischen Vater auf. 1928 heiratete sie in Budapest den ungarischen Filmarchitekten und Gelegenheitsregisseur Ernő Metzner und ging mit ihm nach Berlin. Im selben Jahr beteiligte sich Grace Chiang am Drehbuch zu Metzners experimenteller Kurzfilmregie Polizeibericht Überfall und erhielt bis 1932 einige Nebenrollen in späten Stumm- und frühen Tonfilminszenierungen.
Infolge der Machtergreifung entschloss sich der Jude Metzner zur Emigration nach England. Grace Chiang-Metzner folgte ihrem Gatten auch, als er von dort Ende Oktober 1935 nach New York City weiterreiste. Nach kurzzeitiger Rückkehr nach Europa (Aufenthalte in Ungarn und England, wo 1936 der gemeinsame Sohn Henry Metzner zur Welt kam) war die Familie seit Anfang Juli 1938 in Kalifornien ansässig. Während Ernő Metzner in Hollywood weiterhin seinem Beruf nachgehen konnte, trat Grace Metzner in der Filmstadt nicht mehr vor die Kamera, sondern arbeitete zunächst als Schmuckdesignerin und später als Technische Zeichnerin. 1944 wurde sie US-amerikanische Staatsbürgerin.
Nach Ernő Metzners Tod heiratete sie 1969 in Las Vegas den Amerikaner John Wolfson und übersiedelte mit ihm in die Rentnerstadt Sun City (Arizona). Seit 1998 verwitwet, wechselte sie noch im hohen Alter mehrmals ihr Domizil. Ihren 100. Geburtstag erlebte Grace Wolfson im Presbyterian Manor in Rolla (Missouri), wo sie von der Lokalpresse zusammen mit anderen 100-jährigen Heimbewohnern interviewt wurde. Ihre letzte Bleibe wurde schließlich das Healthcare Center in Madeira (Ohio), einem Vorort von Cincinnati. Die ehemalige Schauspielerin starb 80 Jahre nach ihrem letzten Filmauftritt, einen Monat vor der Vollendung ihres 106. Lebensjahres.

## Filmografie (komplett)
- 1928: Der Unüberwindliche
- 1928: Polizeibericht Überfall (nur Co-Drehbuch)
- 1928: Der moderne Casanova
- 1929: Melodie der Welt
- 1929: Achtung! Liebe! Lebensgefahr!
- 1931: Weib im Dschungel
- 1932: Ein Lied, ein Kuß, ein Mädel